# Димитраки Хаджипанев
Хаджи Димитраки Хаджипанев е български чорбаджия, търговец и общественик от първата половина на XIX век. Името му присъства в голяма част от документите, отнасящи се за управлението на град Шумен и окръга в периода 1808 – 1861 г. Относно личния му живот информация дава неговият внук Илия Димитриев.

## Биография
Според краеведа Георги Джумалиев хаджи Димитраки Хаджипанев е роден около 1790 г. Той е син на шуменския бегликчия и първенец хаджи Паню и съпругата му Калица, станали хаджии след 29 август 1799. Димитраки се обучава в килийното училище Шумен в началото на XIX в. Вероятно през 1813 хаджи Паню е убит, а Димитраки е изпратен в Йерусалим, където остава 5 години. През 1818 г. Димитраки, вече хаджия, се връща в Шумен, за което свидетелства датирано запазено негово копие на Софрониевия Неделник. Вероятно след тази година той започва да учи занаят. През 20-те години на XIX век хаджи Димитраки се жени за Елена, дъщеря на влиятелния хаджи Сава Караманлията, с която имат седем деца. 
1. х. Панайот
2. х. Анастасия
3. Саулаки
4. Андрей
5. Николаки
6. Костаки
7. Мария-омъжена за Христаки Козарев

Хаджи Сава, макар и чужденец от Анадоллука, е начело на българската община в Шумен и според Сава Доброплодни до 24 юни 1842 е омъжил и трите си дъщери за местни чорбаджийски синове.
На 1 февруари 1824 г. хаджи Димитраки се сдружава с чорбаджи Андрей и практикува абаджийския занаят. Напредва като състоятелен абаджия, многократно първомайстор на абаджийския и терзийския еснаф, и деен член на шуменската община. След смъртта на хаджи Стоян х.Ганушев хаджи Димитраки става неин председател до 1849 г., след което е наследен от Жеко Хадживасилев. Като член на общината, Хаджи Димитраки обладава правото да подписва и съхранява документи, свързани с управлението на града. В неговия архив са запазени данни относно такса-владичина в грошове и натура, дарения за градежа на нова църква, „Законник“ от 1835 г., регламентиращ провеждането на годежи и венчавки в Шумен, договор за учителстване от 1847 г. със Сава Филаретов, пълномощно за д-р Вичо Панов да представи исканията на българите за независима българска екзархия. От 1841 г. Хаджи Димитраки поема ръководството на училищното настоятелство и остава епитроп и негов член поне до 1864. През 1849 г. в Шумен пристига голяма група емигранти – унгарци и поляци, начело с политическия водач Лайош Кошут. Унгарският революционер е настанен в дома на хаджи Димитраки Хаджипанев, който днес е едноименна къща музей.
В периода 1850 – 1855 г. хаджи Димитраки Хаджипанев отсъства от управлението на града и от обществените дела в града като цяло. Според Никола Бацаров на 28 ноември 1861 г. хаджи Димитраки Хаджипанев самоволно напуска длъжностите си. В същата година общината е прекръстена на църковно-гражданска община и освободена от гръцки владици. Синовете на хаджи Димитраки Андрей и Панайот Димитриеви заместват баща си и в общите градски дела, за което свидетелстват редица документи с техните имена. Панайот хаджи Димитриев е единственият от синовете му, носещ титлата хаджия. Запомнени са имената на още трима от неговите наследници - Панайот, Анастасия, Саулаки, Андрей, Костаки, Мария и Никола Димитриеви.
Хаджи Димитраки Хаджипанев починал в Шумен през 1888 г.

## Допълнително четиво
- Чилингиров, Ст. Маджари и поляци в Шумен. София, 2014. с. 48.
- Джумалиев, Г. Училищна сметководна книга на Шуменската община от 40-те години на миналия век (1839–1848 г.). – В: ИИМШ. Кн. 5. Варна, 1972